# Niagara Parks Butterfly Conservatory
Koordinaten: 43° 8′ 14″ N, 79° 3′ 20″ W
Das Niagara Parks Butterfly Conservatory ist ein Schmetterlingszoo in Niagara Falls in der kanadischen Provinz Ontario.

## Anlagenbeschreibung
Das Niagara Parks Butterfly Conservatory wurde im Dezember 1996 eröffnet. Die Anlage enthält eine 1022 Quadratmeter große Freiflughalle, die mit einem gläsernen Gewölbe versehen ist und die mehr als zweitausend Schmetterlinge in mehr als sechzig verschiedenen Arten beherbergt. Unter dem gläsernen Gewölbe herrscht ein tropisches Klima, das durch ein hochtechnologisiertes Klimatisierungssystem erzeugt wird. Die Temperatur im Gebäude wird dadurch konstant auf 26,6 Grad Celsius mit einer Luftfeuchtigkeit von 88 % gehalten. In dieser Atmosphäre gedeihen auch tropische Pflanzen, deren Blätter als Nahrung für Raupen sowie deren Blüten als Nahrung für die Schmetterlinge dienen. Die gläserne Gewölbedecke ist mit feinen Netzen unterlegt, damit die Falter bei Berührung des Glases keinen Schaden nehmen. Die Besucher bewegen sich frei auf Wegen, die mitten durch die parkartige Anlage führen. Maximal werden 300 Personen pro Stunde durch die Anlagen geleitet. Der Schmetterlingszoo enthält auch ein kleines Museum, das den Besuchern viele Detailinformationen über Schmetterlinge vermittelt u. a. einen Einblick in die Metamorphose der Schmetterlinge.

## Schmetterlingsarten
Je nach der Verfügbarkeit von Arten, die von weltweit operierenden Schmetterlingsfarmen bezogen werden oder eigenen Zuchterfolgen, werden jahrweise unterschiedliche Schmetterlingsarten gezeigt. Jeden Monat importiert der Park bis zu 3000 Schmetterlinge in verschiedenen Entwicklungsstadien. Weitere ca. 1000 Individuen werden aus eigenen Zuchten erhalten. Um die Besucher zu beeindrucken, werden vorzugsweise farbenprächtige und große Arten ausgewählt. Die nachfolgende Bild-Auswahl zeigt oftmals präsentierte Arten.

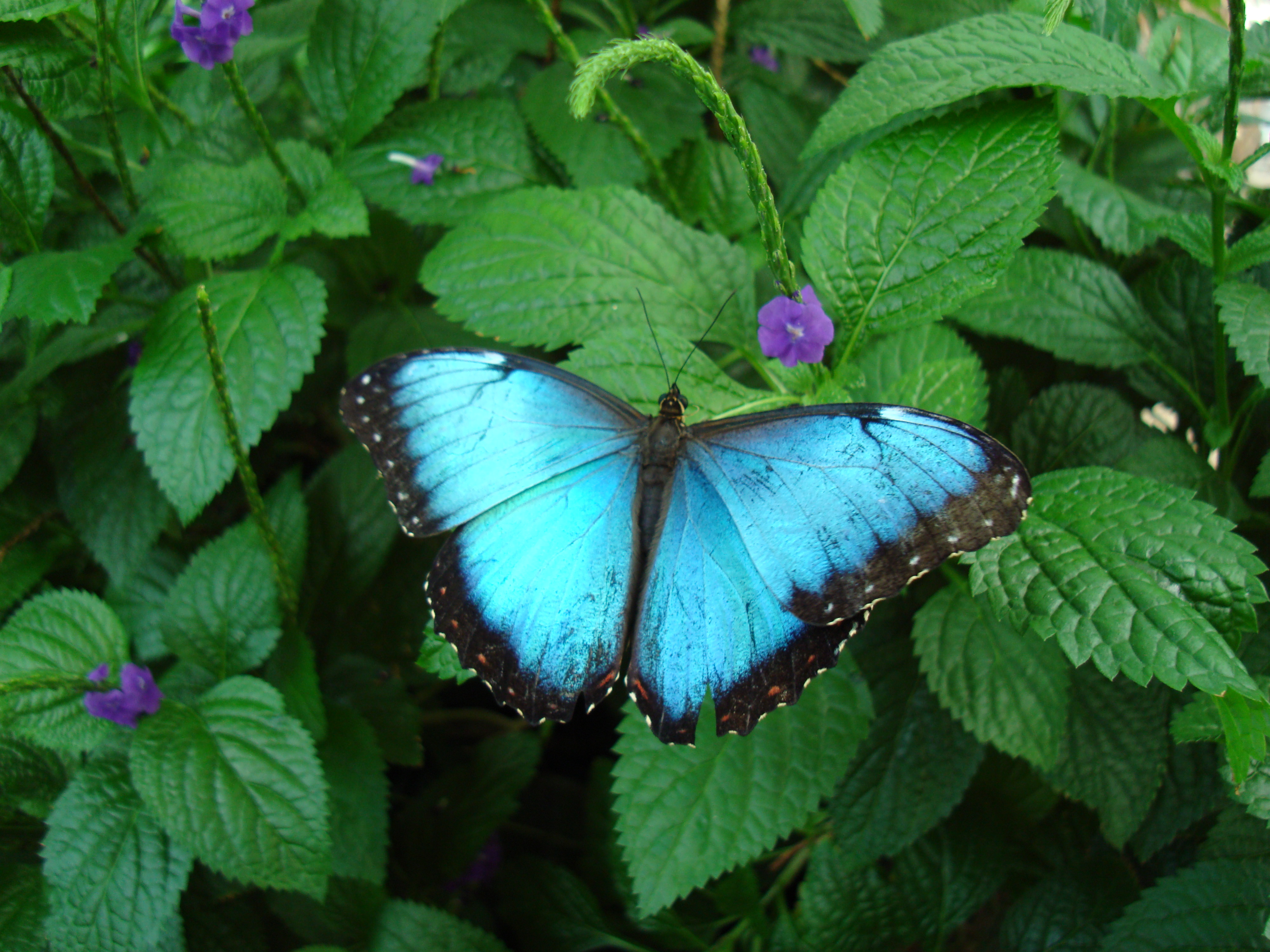
Blauer Morphofalter (Morpho peleides), Flügeloberseite
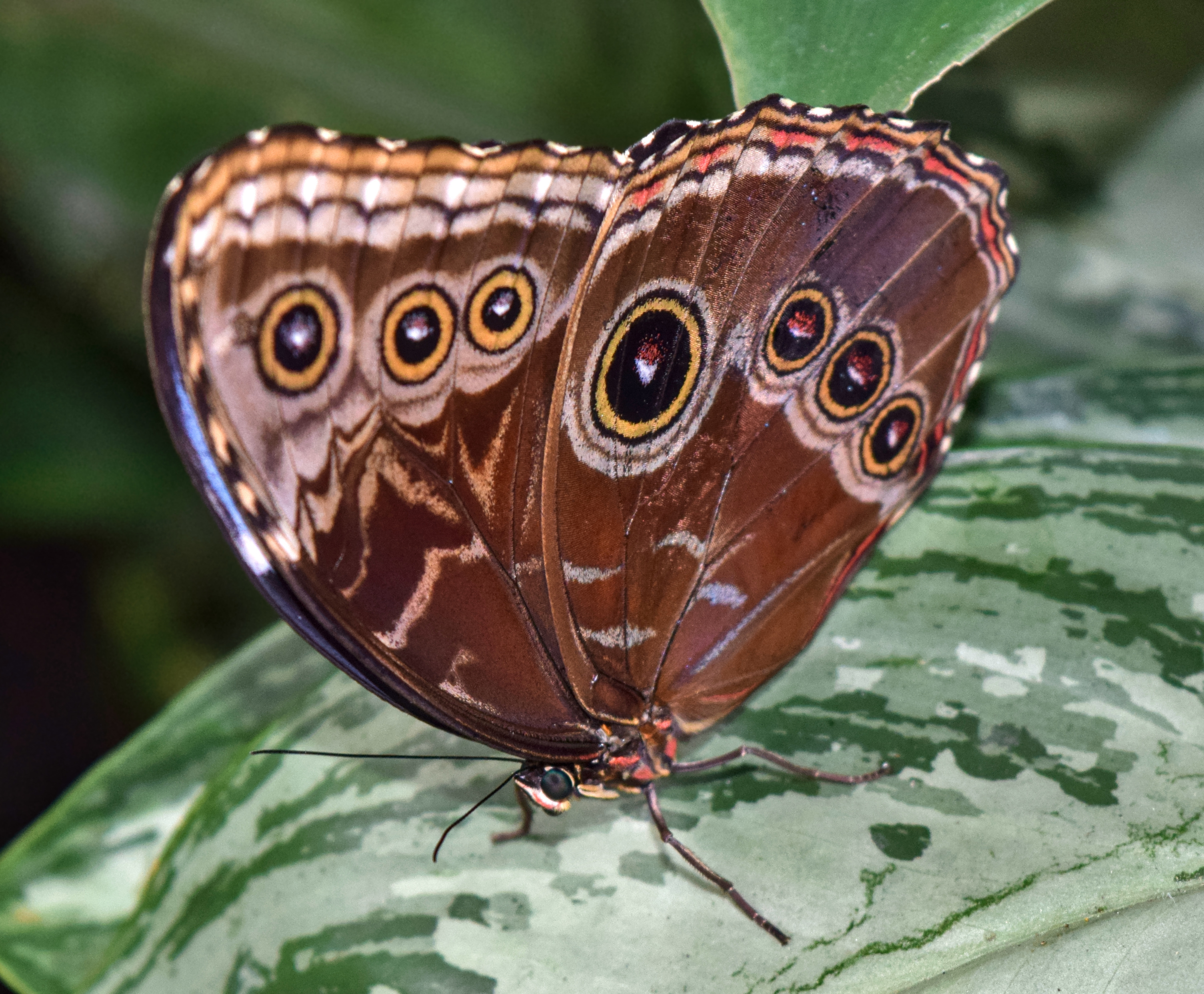
Blauer Morphofalter, Flügelunterseite
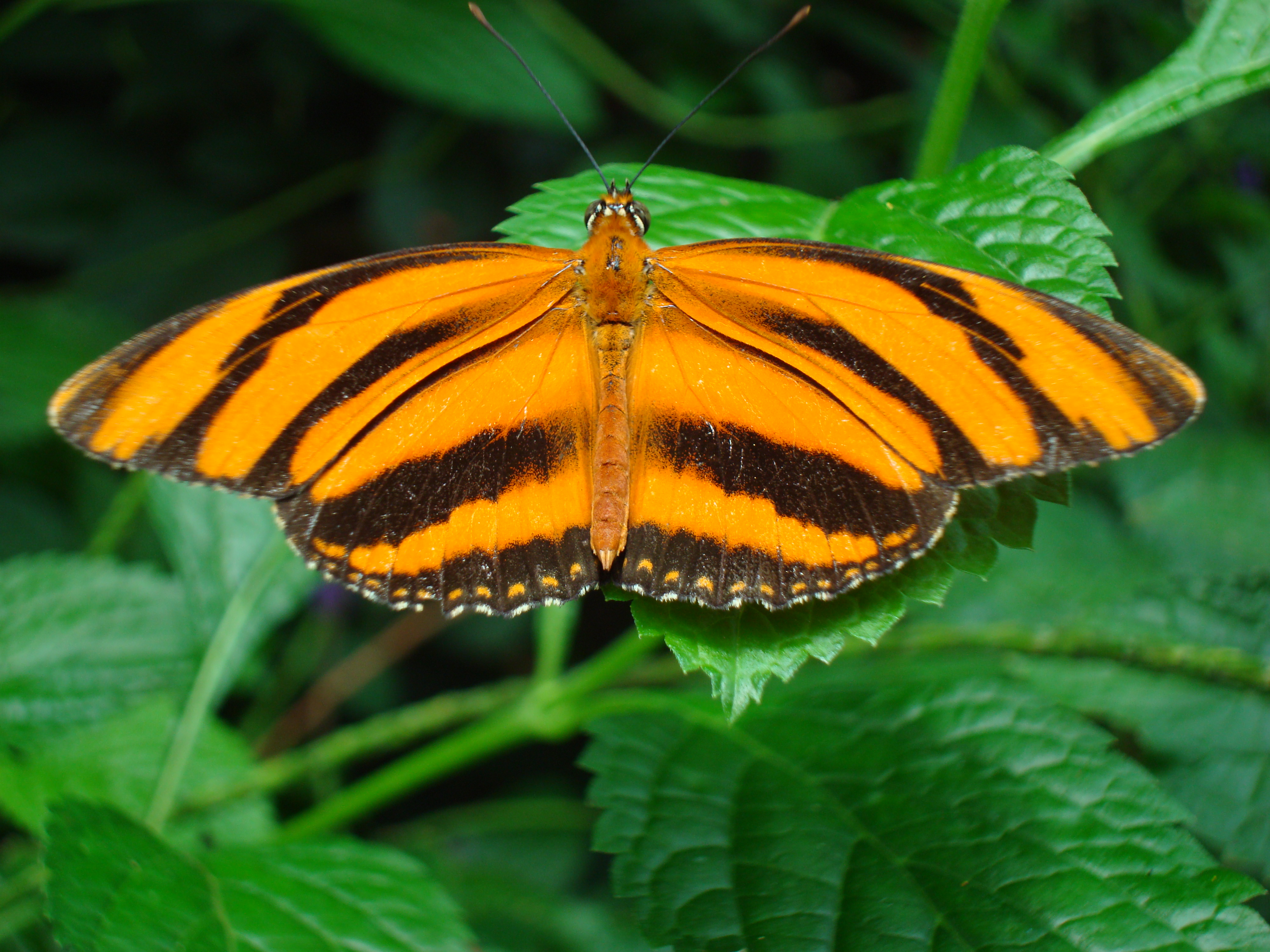
Dryadula phaetusa, Flügeloberseite
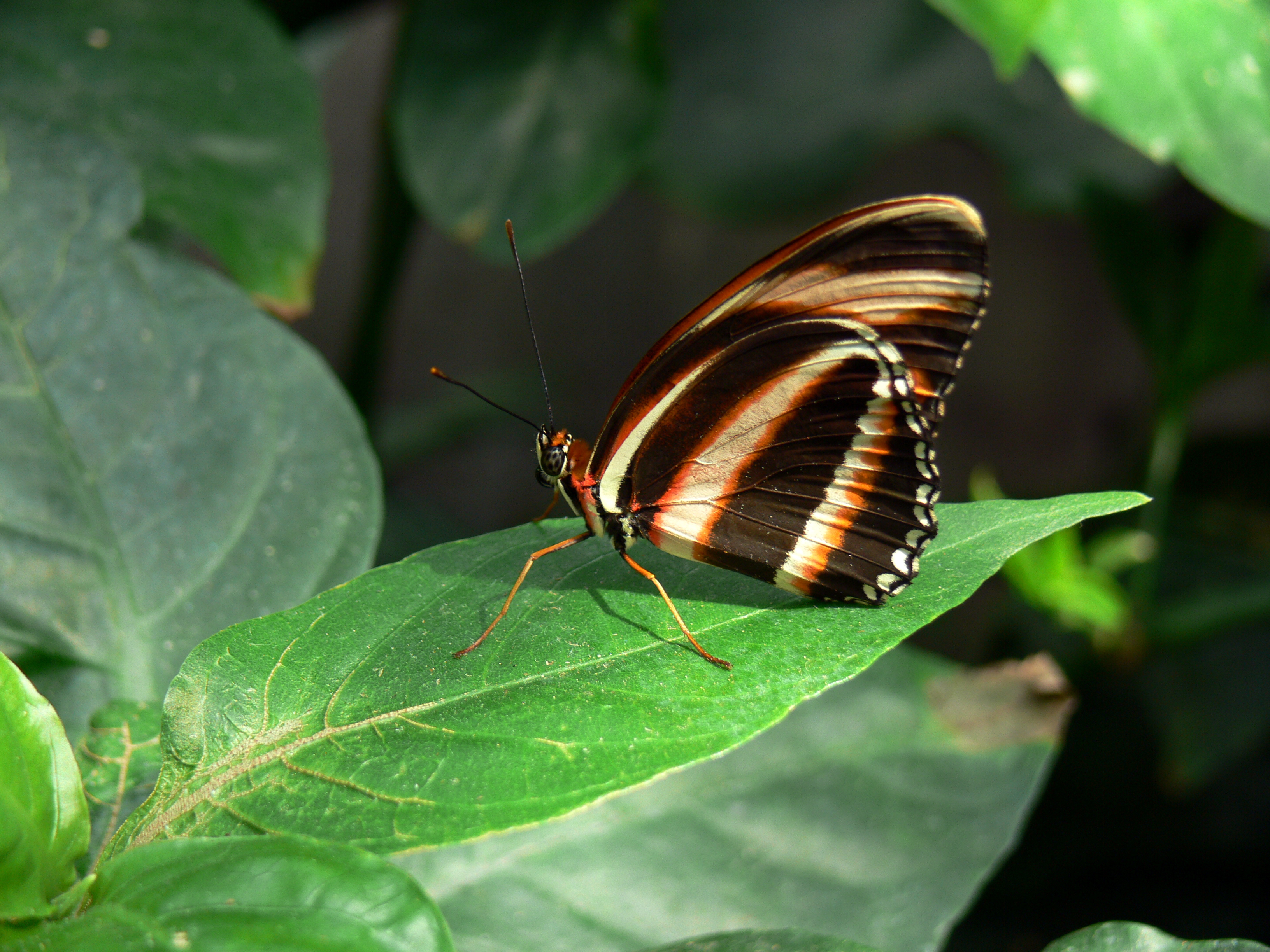
Dryadula phaetusa, Flügelunterseite
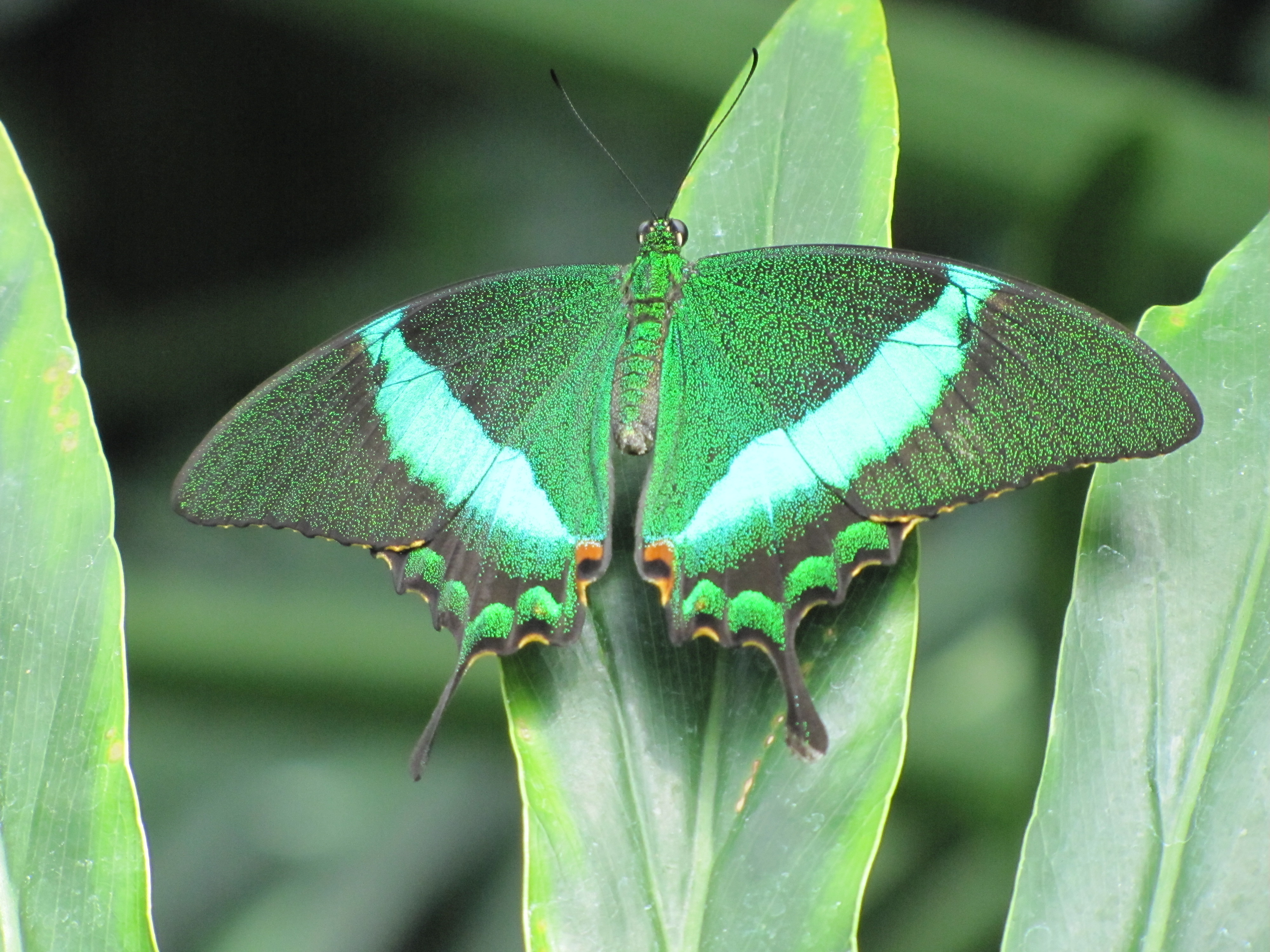
Papilio palinurus
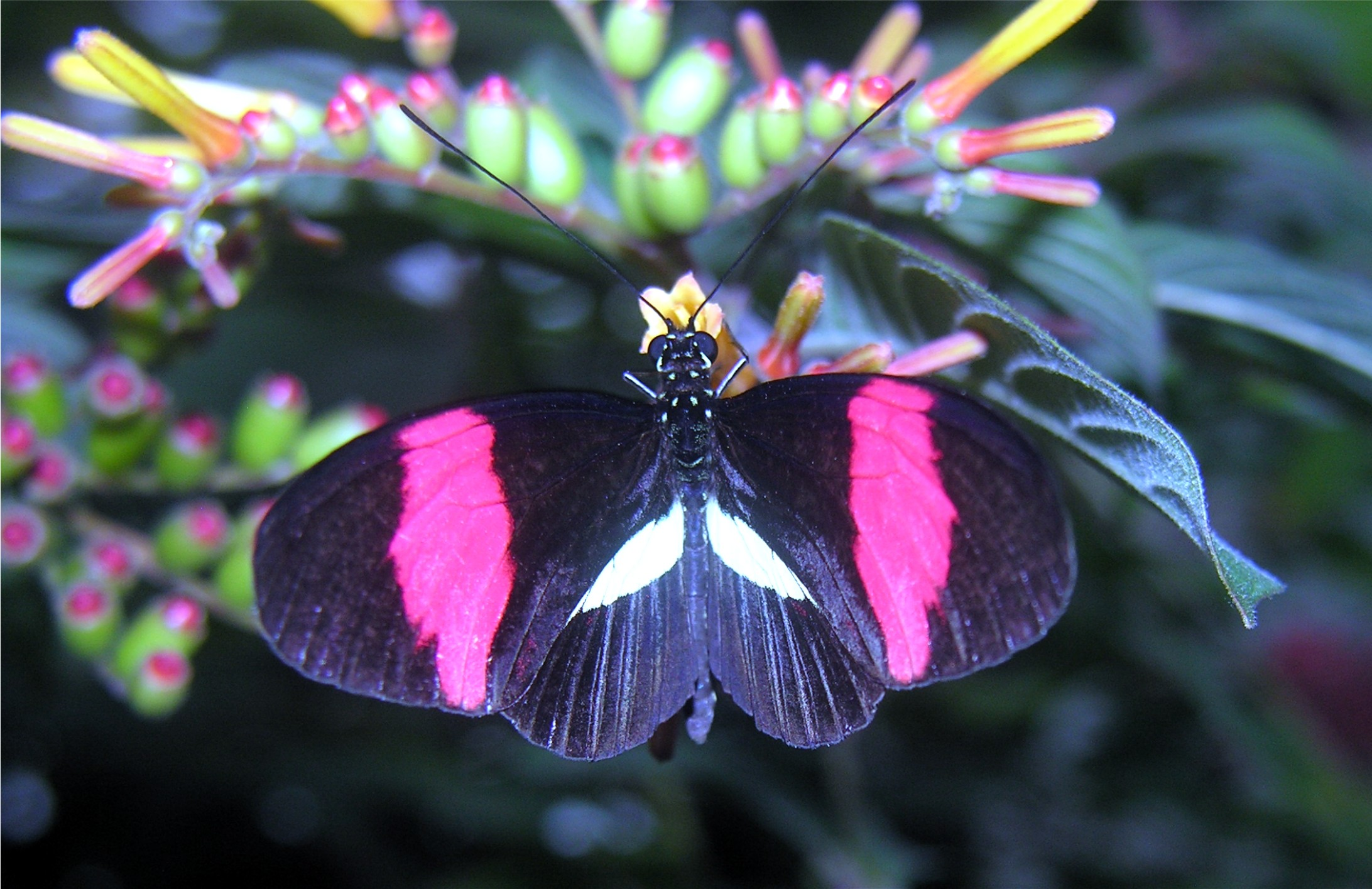
Kleiner Kurier (Heliconius erato)
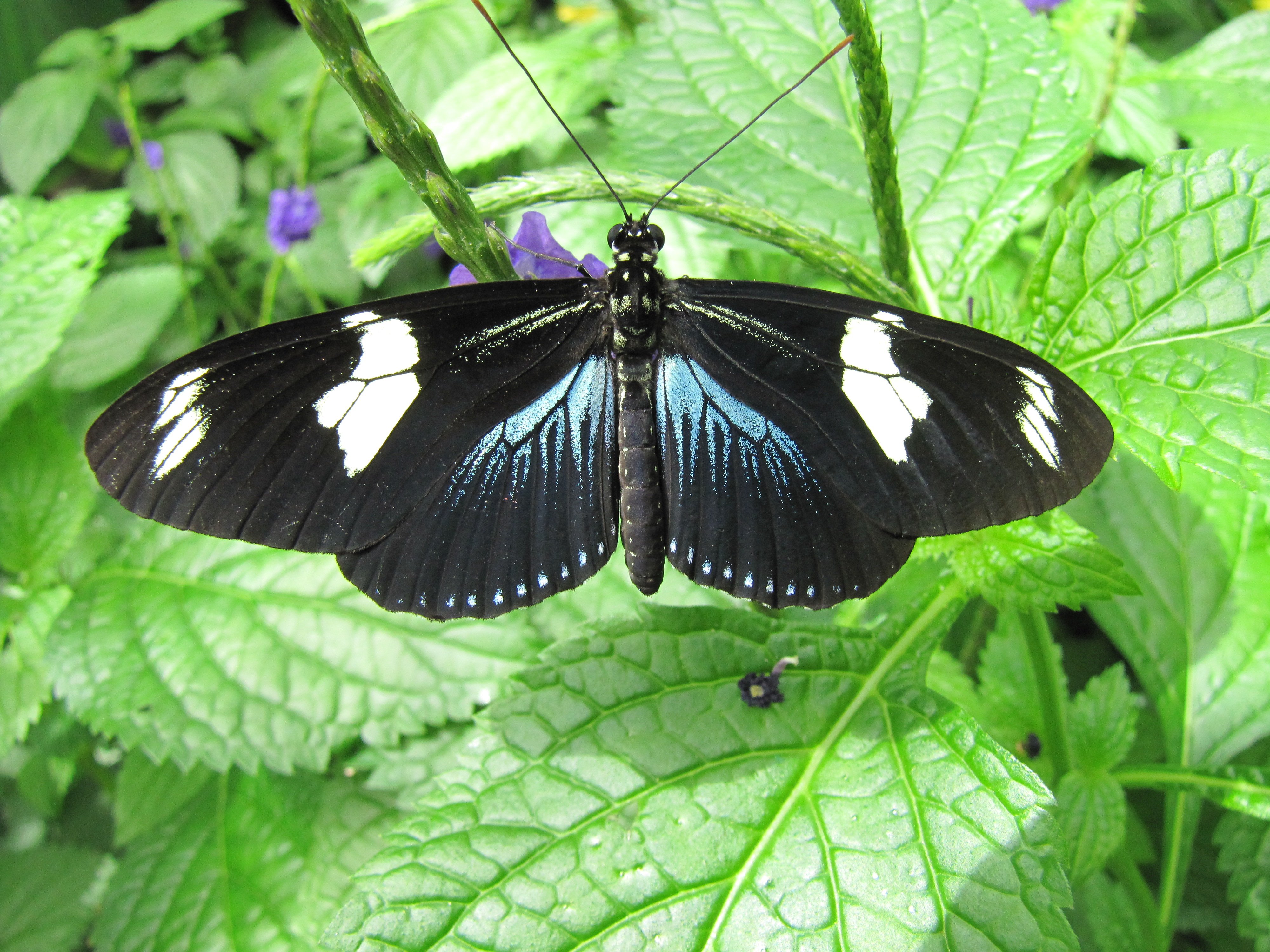
Heliconius sara
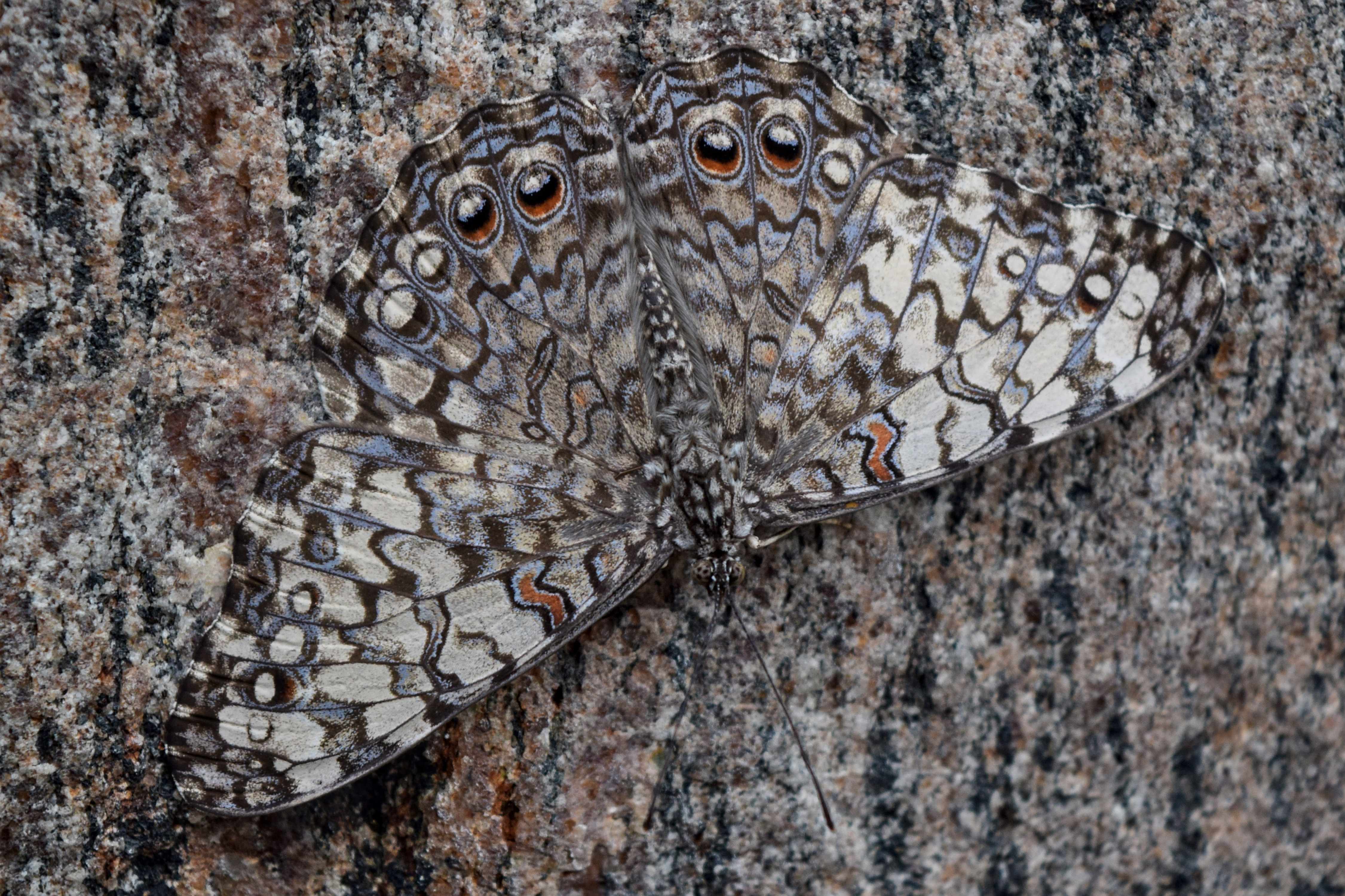
Hamadryas februa